# Euphyllodromia elegans
Euphyllodromia elegans är en kackerlacksart som först beskrevs av Robert Walter Campbell Shelford 1907.  Euphyllodromia elegans ingår i släktet Euphyllodromia och familjen småkackerlackor. Inga underarter finns listade i Catalogue of Life.